# Barry Mills
Barry Byron Mills, conocido como The Baron (Windsor, California; 7 de julio de 1948-ADX Florence, Colorado; 8 de julio de 2018), fue un criminal y narcotraficante estadounidense, líder de la Hermandad Aria (AB), una pandilla de prisión. Mills fue encarcelado en el sistema penitenciario del estado de California a una edad temprana, donde ascendió en las filas de la organización AB en los años 1970 y 1980.

## Biografía
Fue encarcelado por primera vez en 1967, estando preso durante un año en una cárcel del condado. Entró en el sistema penitenciario del estado de California después de un atraco a mano armada en 1969, y fue encarcelado casi continuamente desde entonces.
Se involucró con la Hermandad Aria (AB) en la Prisión Estatal de San Quintín, donde el grupo se originó en 1964. Fue declarado culpable de casi decapitar a otro preso en una cárcel de máxima seguridad de Georgia en 1979. De acuerdo con una acusación federal, Mills estuvo involucrado en la consolidación de la estructura de poder AB en 1980, cuando asumió un asiento en una "comisión federal" de tres miembros de la banda. Junto con Tyler Bingham, expandió las operaciones de la AB en prisiones federales y estatales, haciendo que el grupo ingresara al tráfico de narcóticos y el crimen organizado.
En marzo de 2006, y junto con otros tres líderes de la Hermandad Aria, incluido Tyler Bingham, fue acusado de numerosos crímenes, como asesinato, conspiración, tráfico de drogas y crimen organizado. Mills y Bingham fueron declarados culpables de asesinato y enviados de vuelta a la prisión de máxima seguridad ADX Florence, donde cumplió cadena perpetua sin posibilidad de libertad condicional. Falleció el 8 de julio de 2018, un día después de cumplir 70 años.